# Cunco
Cunco är en kommun i Chile.   Den ligger i provinsen Provincia de Cautín och regionen Región de la Araucanía, i den södra delen av landet, 600 km söder om huvudstaden Santiago de Chile. Antalet invånare är 15 628. Arean är 1 907 kvadratkilometer.
Terrängen i Cunco är bergig österut, men västerut är den kuperad.
I omgivningarna runt Cunco växer i huvudsak blandskog. Runt Cunco är det glesbefolkat, med 17 invånare per kvadratkilometer.